# عنکبوت اجتماعی هندی
عنکبوت اجتماعی هندی (نام علمی: Stegodyphus sarasinorum)، گونه‌ای از عنکبوت مخملی از خانواده عنکبوت‌های مخملی (Eresidae) و بومی هند، سریلانکا، نپال و میانمار است. این عنکبوت یک عنکبوت اجتماعی است که شکار و تغذیه اشتراکی را نشان می‌دهد، که در آن افراد در کلنی‌های بزرگی که به صورت مشارکتی ساخته شده‌اند زندگی می‌کنند و لانه یا خلوتگاهی از ابریشم بافته‌شده با استفاده از برگ‌ها، شاخه‌ها و لاشه‌های غذا و یک تار شبکه‌ای برای شکار طعمه زندگی می‌کنند.
عنکبوت‌های S. sarasinorum که یک بار به طعمه حمله کرده‌اند، مستقل از اندازه بدن یا سطح گرسنگی، احتمال بیشتری دارد که دوباره به طعمه حمله کنند. این تنها عضوی از خانواده عنکبوت‌های مخملی است که درختی است نه زمینی.
دیده نشده‌است که عنکبوت اجتماعی هندی به انسان یا جانوران مهره‌دار آسیب برساند.